# Histoire de l'organisation territoriale de Saint-Domingue
Cet article fournit diverses informations sur l'histoire de l'organisation territoriale de la colonie française de Saint-Domingue.
L'île de Saint-Domingue est une île des grandes antilles divisée actuellement en deux états la République dominicaine et la République d'Haïti.
Elle a été colonisée pour sa partie orientale par les espagnoles et pour sa partie occidentale par les français. L'objet de cet article concerne essentiellement l'ancienne partie française, et l'ancienne partie espagnole lors de son annexion officieuse à la suite du traité de paix entre la France et l'Espagne du 22 juillet 1795, et officiellement lors de la prise de possession de Toussaint Louverture en janvier 1801.
Dès 1804, l'île est de nouveau séparée en deux parties à la suite de la déclaration d'indépendance de l'ancienne partie française sous le nom de Haïti. Pendant ce temps la partie orientale reste jusqu'en 1809 sous l'autorité du général Ferrand dernier représentant français. En 1809, elle redevient une colonie espagnole.

## Le gouvernement de Toussaint Louverture
En mai 1797, le commissaire de la République à Saint-Domingue Sonthonax nomme Toussaint Louverture commandant en chef de l'armée de Saint-Domingue. Toussaint en profite pour donner à la colonie, déjà organisée par Paris en 5 départements en octobre 1797, une autonomie quasi totale. 
Après avoir expulsé les commissaires français (1798) puis conquis la partie orientale de l'île (26 janvier 1801), Toussaint Louverture franchit un nouveau pas vers une indépendance déguisée en promulguant une Constitution autonomiste le 14 messidor an IX (3 juillet 1801), qui le nomme gouverneur général à vie et l'autorise à désigner son propre successeur. Par la loi du 13 juillet suivant, Toussaint divise l'île en six départements, eux-mêmes subdivisés en arrondissements et paroisses.

## L'administration du général Leclerc
Le coup de force de Louverture ne convient pas au nouveau premier Consul de la République française, Napoléon Bonaparte, qui décide l'envoi dans l'île d'un corps expéditionnaire conduit par son propre beau-frère, le général Leclerc (5 février 1802). Après une première soumission de Toussaint et de ses généraux, l'arrestation et la déportation (7 juin) de Toussaint en France mais surtout la réinstauration de l'esclavage à la Guadeloupe (16 juillet) conduit à une reprise de la rébellion. Le 20 juin 1802, Leclerc met en place un gouvernement militaire de la colonie. Le 21 juin, il rend un arrêté divisant l'île en deux parties : celle de l'Ouest, comprenant l'ancienne colonie française divisée en 3 départements, et celle de l'Est l'ancienne partie espagnole divisée en 2 départements, Le corps expéditionnaire français, harcelé par les rebelles et minée par la fièvre jaune, ne cesse dès lors de reculer et contraint par Dessalines à la capitulation, le 19 novembre 1803. Les quelques troupes françaises restant dans l'île se  rejoignent dans la partie est celles du général Ferrand, qui garde la zone orientale (ex-espagnole) sous suzeraineté française jusqu'en 1809. 
Le 1er janvier 1804, le général Jean-Jacques Dessalines proclame l’indépendance de la partie ouest de Saint-Domingue sous le nom d’Haïti.

## Évolution de l’organisation territoriale

### Organisation de la partie française de 1713
L’ordonnance royale du 29 mars 1713 organise la partie française de Saint-Domingue en 3 gouvernements  :
1. Ouest - Chef-lieu : Port-au-Prince,
2. Nord - Chef-lieu : Cap Français,
3. Sud - Chef-lieu : Les Cayes.

### Organisation mise en place par la loi du 4 Brumaire an VI (25 octobre 1797)
La loi divise le territoire de l’île en 5 départements  :
1. Sud - Chef-lieu : Les Cayes,
2. Ouest - Chef-lieu : Port Républicain,
3. Nord - Chef-lieu : Cap Français,
4. Samaná - Chef-lieu : San Yago,
5. Inganne - Chef-lieu : Santo Domingo.

En fait, seule la partie française et la haute vallée de l'Artibonite est organisée en départements, car la partie espagnole jusqu'à sa conquête par les troupes de Toussaint Louverture en février 1800, reste sous l'autorité de l'Espagne.
La mise en place a bien eu lieu pour les départements du Nord, de l'Ouest et du Sud pour les parties occupées par les troupes de Toussaint Louverture, comme le confirme un arrêté de l'agence particulière du Directoire exécutif à Saint-Domingue du 26 pluviôse an VII - 14 février 1799 réglant un litige lié à la loi du 4 brumaire an VI.

### Organisation mise en place par la loi du 24 Messidor an IX (13 juillet 1801)
La loi 24 Messidor an IX (13 juillet 1801) portant division du territoire de la colonie française de Saint-Domingue  émanant de l'Assemblée Centrale de Saint-Domingue réunit par Toussaint Louverture, l'île est divisée alors en six départements. 
1. Cibao (ex Samana) - Chef-lieu : Santo Domingo,
2. Louverture - Chef-lieu : Les Gonaïves,
3. Ouest - Chef-lieu : Port Républicain,
4. Nord - Chef-lieu : Cap Français,
5. Ozama (ex Inganne) - Chef-lieu : Sant-Yago,
6. Sud - Chef-lieu : Les Cayes,

### Organisation mise en place par la loi du 2 Messidor an X (21 juin 1802)

Cartes des cinq départements français de l'île d'Hispaniola sous contrôle français (1802).

À la suite de la conquête de l'île par les troupes du général Leclerc au nom du Premier Consul, le territoire de l’ancienne partie française de Saint-Domingue est divisé par l'arrêté du 2 Messidor an X (21 juin 1802) en trois départements : 
1. Nord - Chef-lieu : Cap Français,
2. Ouest - Chef-lieu : Port Républicain,
3. Sud -  Chef-lieu : Les Cayes,

Par l’arrêté du 30 thermidor an X (21 juin 1802)  le général Leclerc décide que la partie ci-devant espagnole s'appellera à l'avenir - partie Est et la partie ci-devant française s'appellera à l'avenir - partie Ouest.
Il décide aussi que le département de l'Ouest prend le nom de département de l’Artibonite.
En principe, le général Leclerc doit rétablir dans l’ancienne partie espagnole les structures anciennes, c’est pour cela que dans ses arrêts il ne parle de territoires de Santo-Domingo et de Sant-Yago pour la partie Est. En fait, les départements de Toussaint Louverture sont maintenus comme les arrêts du général Ferrand, qui dirige la partie Est jusqu’en 1809, le prouve.
1. Cibao  - Chef-lieu : Santo Domingo,
2. Ozama  - Chef-lieu : Sant-Yago